# Szabó Krisztián (sakkozó)
Szabó Krisztián (Székesfehérvár, 1989. június 21. –) Nemzetközi Sakknagymester, Üzleti Stratégiai Előadó, Szerző.
Kétszeres Ifjúsági Csapat Európa Bajnok, Ifjúsági Csapat Világbajnoki Ezüstérmes, Felnőtt Rapid Magyar Bajnok, Felnőtt Schnell Magyar Bajnok, Kilencszeres Korosztályos Magyar Bajnok.

## Pályafutása

### Kezdetek
5 évesen ismerkedett meg a sakkal, amikor apja vásárolt egy számítógépet, amelyen az egyik játék a sakk volt. Azonnal rabul ejtette a játék. Édesapja később a helyi sakk-klubba a Fehérvár SE-be vitte, ahol Botos Ferenc volt az első edzője. Hamar felfigyeltek tehetségére, így 1998-ban az ASE Paks-hoz (NB 1-es Magyar csapat) igazolt, ahol a mai napig igazolt játékos, illetve pár éve már edzőként is tevékenykedik. Az edzői voltak Molnár Béla, Orsó Miklós és, aki a számára a legnagyobb áttörést hozta, 2002-től Dr. Hazai László, akivel a mai napig közvetlen munka, illetve baráti kapcsolatot tartanak.

### Kiemelkedő versenyeredményei
2001-ben az U12 korcsoportos világbajnokságon a 2-9. helyen végzett.
2005-ben az U16 korcsoportos világbajnokságon a 6. helyet szerezte meg.
2006-ban a rapid Európa bajnokságon az U18 korcsoportban bronzérmet szerzett.
2011-ben megnyerte az országos felnőtt villámsakk bajnokságot.
2004-ben tagja volt az U16 ifjúsági sakkcsapat olimpián 2. helyet elért magyar válogatottnak, és a mezőnyben a 2. legjobb eredményt érte el. Három alkalommal (2002, 2006, 2007) volt tagja az U18 magyar válogatott csapatnak az ifjúsági Európa bajnokságon. 2006-ban csapatban a 2. helyezést, egyéniben 3. helyezést ért el, míg 2007-ben csapatban és egyéniben is az 1. helyet szerezte meg.
Tagja volt a 2010-ben 2. helyen, 2014-ben 1. helyen végzett magyar válogatottnak a Mitropa Kupa közép-európai sakkcsapatversenyen.

### Nagymesteri cím
2005-ben lett nemzetközi mester, és 2010-ben harcolta ki a nagymesteri címet, amelyet a First Saturday 2009 nagymesterversenyen, a 2009/2010. évi magyar csapatbajnokságon, valamint a 26. Open Intl de Cappelle versenyen teljesített. Székesfehérvár polgármestere személyesen gratulált neki a városházán.

## Egyéb versenyeredményei
Nyert vagy az élbolyban végzett a következő versenyeken:
- I. hely, magyar U10-bajnokság (1999),
- I. hely, FS11-IM Budapest (2003),
- II. hely, FS12-GM Budapest (2004),
- I. hely, magyar U16-bajnokság (2005),
- I. hely, FS10-GM Budapest (2007),
- I. hely, Open Oberwart (2008)[11]
- I. hely, FS06-GM Budapest (2009),
- II hely, FS09-GM Budapesten (2009),[12]
- II. hely, Paks (2009)
- III-IV. hely, Savaria Summer nagymesterverseny, Szombathely (2010)[13]
- III. hely, First Saturday nagymesterverseny, Budapest (2011)[14]
- II. hely, (holtversenyben), Sakkfesztivál, Drezda (2011)[15]
- I. hely, First Saturday nagymesterverseny, Budapest (2011)[16]
- I. hely, First Saturday nagymesterverseny, Budapest (2012)[17]
- III. hely, First Saturday nagymesterverseny, Budapest (2013)[18]
- I-II. hely, Hotel Medosz Rapid verseny, Budapest (2013)[19]
- I. hely, Hotel Medosz Rapid verseny, Budapest (2013)[20]
- I. hely, Hotel Medosz Rapid verseny, Budapest (2013)[21]
- I. hely, First Saturday nagymesterverseny, Budapest (2013)[22]

I. helyet szerzett a brit Four Nations Chess League-ben a 2008/09-es szezonban a Wood Green Hilsmark Kingfisher csapat tagjaként.
Legmagasabb Élő pontszáma a klasszikus sakkban 2564 volt (2013. november, valamint 2014. január és február hónapokban), rapidsakkban 2580 pont a 2013 szeptembere és a 2014 szeptembere közötti időszakban.

## Tevékenységei
2014-ben megalapította a Szabó Krisztián Sakkiskolát a tömegsakk támogatására. 
2017-re kidolgozta feleségével a Logika Fejlesztés néven futó programot, amely alapja a sakk-játék és célja a játékos fejlesztés. 
2017-től már elsősorban Sakkedző, Üzleti Stratégiai Előadó, Szekundáns. 